# Голубев, Иван Григорьевич
Иван Григорьевич Голубев — советский хозяйственный, государственный и политический деятель.

## Биография
Родился в 1906 году. Член ВКП(б) с 1928 года.
С 1925 года — на хозяйственной, общественной и политической работе. В 1925—1944 гг. — работал на оборонных заводах, закончил авиационный техникум, будучи слесарем, директор авиазавода в Ступино, на 8-месячной стажировке в Париже, в партийных комитетах Московской области и в Мособлсовете, 1-й секретарь Красноярского краевого комитета ВКП(б).
Избирался депутатом Совета Союза Верховного Совета СССР 1-го созыва от Красноярского края.
Умер в 1974 году в Москве.